# Ołeksandr Szpakowski
Ołeksandr Wikentijowycz Szpakowski, ukr. Олександр Вікентійович Шпаковський, ros. Александр Викентьевич Шпаковский, Aleksandr Wikientjewicz Szpakowski (ur. 1899 w Charkowie, zm. 9 czerwca 1938 w Charkowie) – ukraiński piłkarz, grający na pozycji prawego napastnika, trener piłkarski.

## Kariera piłkarska

### Kariera klubowa
Wychowanek klubu Diana Charków. W 1915 rozpoczął karierę piłkarską w drużynie Matros Charków. Potem występował w klubach Janus Charków, OLS Charków, Szturm Charków i Rabis Charków. W 1928 został piłkarzem Dynama Charków, w którym zakończył karierę piłkarską w 1934.

### Kariera reprezentacyjna
Bronił barw reprezentacji Charkowa (1923-1934) i Ukraińskiej SRR (1923-1931).
16 listopada 1924 debiutował w reprezentacji ZSRR w historycznym pierwszym oficjalnym meczu z Turcją (3:0), w którym zdobył gola (2 bramki również zdobył Michaił Butusow). Oprócz tego rozegrał 12 nieoficjalnych meczów, w których strzelił 3 goli.

## Inne sporty
Oprócz piłki nożnej Szpakowski uprawiał tenis (wielokrotny mistrz Charkowa), bandy (wicemistrz ZSRR w 1928), piłkę ręczną i lekkoatletykę.

## Kariera trenerska
W latach 1935–1936 trenował Dynamo Charków. Potem pracował na stanowisku lekarza w Ukraińskim Szpitalu Ortopedycznym. 14 marca 1938 został aresztowany przez NKWD za fałszywe oskarżenia w udziale w organizacji białogwardzistów. Rozstrzelany 9 czerwca 1938 w Charkowie. 23 maja 1958 został zrehabilitowany.

## Sukcesy i odznaczenia

### Sukcesy klubowe
- mistrz ZSRR: 1924
- wicemistrz ZSRR: 1928
- wielokrotny mistrz Charkowa i Ukraińskiej SRR

### Sukcesy indywidualne
- wybrany do listy 44 oraz 33 najlepszych piłkarzy ZSRR według magazynu FiS: Nr 3 (1928), Nr 2 (1930)